# Таратута, Ольга Ильинична
Ольга Ильинична Таратута (урождённая Элька-Голда Эльевна Рувинская, в первом браке — Фельдман; 21 января 1876 (или, возможно, 1874 либо 1875) — 8 февраля 1938) — российская и украинская анархо-коммунистка. Основательница украинского Анархического чёрного креста.

## Ранние годы и активизм
Родилась в 1876 году в Новодмитровке Херсонской губернии или в 1874 году в Каховке Таврической губернии, в еврейской семье — отец был торговцем, владельцем небольшого магазина. После окончания учёбы в учительском училище работала учителем.
Была впервые арестована по «политическим подозрениям» в 1895 году. Подвергалась дознанию в Херсоне. В 1897 году она вступила в социал-демократическую группу, связанную с братьями Абрамом и Иудой Гроссманами в Екатеринославе. Была членом Южно-Российского союза рабочих и Елисаветградского комитета Российской социал-демократической рабочей партии с 1898 по 1901 год. Попав под гласный надзор полиции, в 1901 году уехала в эмиграцию в Германию, а затем в Швейцарию; в этот период работала в партийном органе «Искра» и там познакомилась с Георгием Плехановым и Владимиром Лениным.
В 1903 году в Женеве вышла замуж за анархиста Александра Григорьевича (Овсея-Меера Гершковича) Таратуту, в браке взяв его фамилию (в 1903 году родился их сын Леонид); как и муж стала анархо-коммунисткой. Вернулась с мужем в Одессу в 1904 году и вместе с сестрой Хасей и мужем сестры последней присоединилась к организации «непримиримых», состоявшей из анархистов и других последователей Яна-Вацлава Махайского. Была арестована в апреле 1904 года, но была освобождена из-за отсутствия улик через несколько месяцев. После освобождения в начале 1905 года присоединилась к Одесской рабочей группе анархо-коммунистов, начала приобретать репутацию одного из выдающихся анархистов России.
Вновь была арестована в октябре 1905 года, но освобождена во время политической амнистии, последовавшей за революцией того года. Вступила в воинственное крыло южнорусской группы анархо-коммунистов, которая использовала «безмотивный террор» — нападения на институты и представителей буржуазии, а не на конкретных лиц. Была причастна к взрыву бомбы в одесском кафе «Либман» в декабре 1905 года, за что 1 ноября 1906 года была приговорена Одесским военно-окружным судом к 17 годам лишения свободы на каторге. 
Бежала из одесской тюрьмы в декабре 1906 года через Москву в Женеву, где присоединилась к группе «Бунтарь» и редактировала её одноимённую газету (наряду с Леонидом Виленским и Иудой Гроссманом-Рощиным). Вошла в сформированную в Швейцарии первую анархистскую боевую группу — Боевой интернациональный отряд анархистов-коммунистов. В конце 1907 года вернулась в Одессу, где участвовала в планировании экспроприаций в Одессе, Киеве и Екатеринославе, аттентатов против генерала Александра Каульбарса, командующего Одесской военной областью, и против генерала Толмачева, губернатора Одессы, и взрыва в Одесском трибунале, надеясь спровоцировать восстание на юге Украины. После провала киевской группы анархистов организовала взрыв в Лукьяновской тюрьме Киева и побег арестованных.
Была арестована в марте 1908 года в Екатеринославе с саквояжем, набитым ручными бомбами, и приговорена к 21 году лишения свободы в Лукьяновской тюрьме. Выпущена в марте 1917 года, после Февральской революции. В мае 1918 года вступила в Политический Красный Крест, который помогал заключённым и ссыльным революционерам всех политических течений.
Хотя Таратута первоначально держалась на расстоянии от анархического движения, растущее преследование анархистов большевистским правительством вдохновило её присоединиться к «Голосу труда» и Конфедерации «Набат» в июне 1920 года. Вернулась на Украину в сентябре 1920 года, после того, как махновцы заключили перемирие с советской властью. Махновские командиры дали ей 5 миллионов рублей, Таратута уехала в Харьков и на эти деньги создала Анархический Чёрный крест, чтобы помогать заключённым и другим преследуемым анархистам.

## Советские репрессии
В ноябре 1920 года Таратута была арестована во время советской чистки Украины от анархистов и махновцев. Советы закрыли Анархический Чёрный крест. Ольга была переведена в Москву в январе 1921 года и в Орлов в апреле 1921 года. В следующем месяце ей предложили освобождение при условии, что она публично осудит свои анархические убеждения. Вместо этого она присоединилась к своим коллегам-анархистам в 11-дневной голодовке. В марте 1922 года сослана на два года в Великий Устюг.
После освобождения в 1924 году Таратута переехала в Киев. Она была арестована в середине того года за публикацию анархистской пропаганды, но вскоре была освобождена. В том же году она переехала в Москву. Она вступила в Общество бывших политкаторжан и ссыльнопоселенцев, которое пыталось добиваться пенсий для старых, обедневших и больных революционеров, однако покинула его из-за неприятия его подчинения большевистской власти (в частности, протестуя против вербовки в его рядах в члены РКП(б), его приветственных телеграмм Третьему Интернационалу и требования вхождения всех его членов в МОПР).
В 1927 году она присоединилась к международной кампании в поддержку Сакко и Ванцетти. В 1928 и 1929 годах Ольга написала множество писем, пытаясь организовать международную организацию для поддержки анархистов в советских тюрьмах. Она переехала в Одессу в 1929 году и была арестована за попытку организовать анархистскую организацию среди железнодорожников. Таратута была приговорена к двум годам лишения свободы.
После освобождения Ольга вернулась в Москву. Восемь членов Всесоюзного общества бывших политкаторжан обратились к властям с просьбой предоставить ей пенсию как очень больной и крайне нуждающейся старой революционерке. Однако она вновь была арестована и осуждена в 1933 году, хотя об этом аресте мало что известно.
Таратута была арестована 27 ноября 1937 года по обвинению в анархической и антисоветской деятельности. Она была приговорена к смертной казни 8 февраля 1938 года и расстреляна в тот же день.

## Семья
Сестра — Хася Эльевна Рувинская (1878—?), анархистка, привлекалась к дознанию за принадлежность к рабочему кружку в Елисаветграде (1898—1899) и в Херсоне, в 1906 году была арестована и приговорена к смертной казни, впоследствии заменённой на 20 лет каторжных работ (в силу падучей болезни освобождена на поселение в 1911 году). Была замужем за анархистом Копелем Мошковичем (Константином Моисеевичем) Эрделевским (1876—1908).